# Staphylococcus saprophyticus

## Staphylococcus saprophyticus

### Морфологія
- Грампозитивні коки (сферичні бактерії), діаметром 0,5–1,5 мкм.
- Розміщуються попарно або у вигляді грона винограду.
- Каталазопозитивні, коагулазонегативні.
- Не утворюють спор, не мають джгутиків (не рухливі).
- Утворюють колонії білувато-жовтого кольору, блискучі, на щільних поживних середовищах.
- Факультативно анаеробні.

### Антигени
- Клітинна стінка містить пептидоглікан і тейхоєві кислоти.
- Має поверхневі білки, які сприяють адгезії до уротелію (наприклад, uro-adherence factor).
- Відсутній білок A та коагулаза (на відміну від S. aureus).

### Патогенез
- Основний патогенний механізм — прикріплення до клітин епітелію сечових шляхів через специфічні адгезини.
- Інфекція найчастіше локалізується в сечовивідній системі:
  - гострий цистит у молодих жінок — до 20% усіх випадків;
  - рідше — уретрит, пієлонефрит.
- Бактерія резистентна до нормального струму сечі — здатна колонізувати сечовий міхур.

### Імунітет
- Після інфекції специфічний імунітет нестійкий — можливі рецидиви.
- Вроджений імунітет грає основну роль (фагоцити, лізоцим, інтерферони).
- Імуноглобуліни класу IgA та IgG можуть виявлятись у відповідь на інфекцію.

### Лабораторна діагностика
1. Загальний аналіз сечі – виявлення лейкоцитурії, бактеріурії.
2. Бактеріологічний посів сечі – основний метод:
  - типове зростання на МПА, МПБ;
  - кількість >10⁵ КУО/мл;
  - колонії великі, непрозорі, часто з жовтуватим відтінком.
3. Грамфарбування – грампозитивні коки.
4. Каталазна проба – позитивна.
5. Коагулазний тест – негативний (на відміну від S. aureus).
6. Новобіоцинова резистентність – резистентний (важлива диференціальна ознака між S. saprophyticus і S. epidermidis, який чутливий).

### Лікування
- Препарати вибору:
  - Нітрофурантоїн;
  - Триметоприм/сульфаметоксазол;
  - Фосфоміцин.
- Альтернативні антибіотики:
  - Цефалоспорини (I покоління);
  - Амоксицилін-клавуланат.
- S. saprophyticus зазвичай чутливий до багатьох препаратів, але може мати помірну резистентність до пеніцилінів через β-лактамази.